# Axylia ustula
Axylia ustula är en fjärilsart som beskrevs av George Francis Hampson 1913. Axylia ustula ingår i släktet Axylia och familjen nattflyn. Inga underarter finns listade i Catalogue of Life.